# Julie Lopes-Curval
Pour les articles homonymes, voir Lopes, Curval et Lopes-Curval.
Julie Lopes-Curval  est une réalisatrice et scénariste française, active depuis les années 2000.

## Biographie
Julie Lopes-Curval est la fille de Philippe Lopes-Curval.

## Filmographie

### Réalisatrice
- 2001 : Mademoiselle Butterfly (court-métrage)
- 2002 : Bord de mer
- 2006 : Toi et moi
- 2009 : Mères et Filles
- 2014 : Le Beau Monde
- 2015 : L'Annonce, téléfilm

### Scénariste
Julie Lopes-Curval signe, ou co-signe, le scénario de l'ensemble de ses réalisations.
- 2003 : Une affaire qui roule
- 2004 : Le Rôle de sa vie

## Distinctions
- 2002 : Festival de Cannes : Caméra d'or pour Bord de mer
- 2002 : Festival du film de Châtenay-Malabry « Paysages de cinéastes » : Prix du Public pour Bord de mer
- 2015 : Festival de la fiction TV de La Rochelle : Meilleure réalisation pour L'Annonce[1]